# Bebo Valdés
Dionisio Ramón Emilio Valdés Amaro, detto Bebo (Quivicán, 9 ottobre 1918 – Stoccolma, 22 marzo 2013), è stato un pianista, arrangiatore, direttore d'orchestra e  compositore cubano.

## Biografia
Valdés compì gli studi iniziali nel suo paese natale con la professoressa di piano Moraima Gonzalez.  Nel 1936 si trasferì con la sua famiglia a L'Avana, dove fu alunno di solfeggio, armonia e composizione di Oscar Bofartigue. Lavorò negli anni quaranta con le orchestre: Ulacia, García Curbelo, Julio Cueva e Tropicana sotto la direzione di Armando Romeo. Registrò dischi con gruppi interpreti del jazz afrocubanoe e nel 1948 divenne il direttore musicale del Tropicana. Nel 1952 Norman Granz lo incaricò di registrare la prima incontro-fiesta di jazz cubano per soddisfare l'interesse che questa musica suscitava in Nuova York. Fu il direttore musicale dell'orchestra di Lucho Gatica.
Nel 1952 fondò la propria orchestra denominata "Sabor". Nel 1960 viaggiò a Città del Messico, poi negli Stati Uniti e in seguito si trasferì in Spagna. Si stabilì definitivamente in Svezia nel 1963.
È autore di mambo come Rareza del siglo, (Rarità del secolo) Infierno (Inferno) e  Wempa e negli anni cinquanta creò un ritmo che chiamò "batanga" .
Dopo molti anni in cui lavorò come pianista in una catena di hotel senza registrare nulla, Paquito Rivera gli propose di incidere un nuovo disco: Bebo rides again.
In questo album un Valdés di 76 anni suona il piano, compone otto canzoni e crea gli arrangiamenti per 11 melodie. Nel 2001 prese parte al film "Calle 54" di Fernando Trueba, interpretando Lacrime nere con Cachao al contrabbasso. Nello stesso anno registrò il disco  El Arte Del Sabor con Cachao (83 anni entrambi) e Patato Valdès.
Bebo Valdés e Diego el Cigala hanno registrato un disco intitolato Lágrimas negras.

## Primi passi
Conosciuto tra gli amici e i familiari con il soprannome di  "Caballon" per la sua notevole statura, compose alcuni mambo come  "La rarità del secolo" che riveste il genere introdotto da Pérez Prado e che cambierà il corso della musica cubana. A partire dal 1948 fino al 1957 lavora nel cabaret Tropicana come pianista e arrangiatore di Rita Montaner.
L'orchestra, Sapore di Cuba, di Bebo Valdes e di Armando Romeu, erano lo spettacolo di questo centro notturno nel quale Valdes smette di esibirsi nel 1957 poiché contrattato da Ernesto Roca della Peer International music Publishers per compiere degli arrangiamenti per Xiomara Alaro e Pio Leyva. Inoltre si unisce a Guillerme Alvarez Guedez de la Panart e a Rolando Laserie nella Radio Progresso. Con la sua orchestra,  Sapore di Cuba, accompagnò i cantanti Reinaldo Henríquez, Orlando Guerra (Cascarita), Pío Leyva e Ada Rex. In questo gruppo cantò anche Beny Moré e debuttó Chucho Valdés.
Bebo Valdes parte da Cuba nel 1960 per discrepanze con il governo lasciando anche la moglie Pilar Valdes e i suoi cinque figli, tra cui Chucho. Dapprima va in Messico poi a Los Angeles (California) dove lavora insieme al cantante Miguelito Valdes. In seguito, giunge in Spagna e registra due album come direttore di orchestra accompagnando il cantante cileno Lucho Gatica. Successivamente è in tour con il gruppo Lecuona Cuban Boys viaggiando in Inghilterra, Francia, Olanda, Germania e Finlandia.  Nel 1963 si stabilisce in Svezia collaborando con l'orchestra svedese Hatuey che suona musica cubana. A Stoccolma conobbe Rose Marie che sposò nello stesso anno e da cui ebbe due figli.
Per quanto concerne la sessione di jam (jam session), esistono diverse versioni, la seguente è dello stesso Bebo che per la concretezza di dati,  di indicazione cronologica e di case discografiche che fecero le registrazione risulta la più obiettiva:  "Una notte del mese di settembre del 1952 risposava in un cabaret dell'Avana con i membri della orchestra del Tropicana. Bisogna sapere che dal 1948 i musicisti cubani, messicani e fino agli estatunitensi si riunivano le domeniche pomeriggio nel Tropicana per la jam session nel corso della quale "..mischiavamo il jazz e i ritmi cubani: A volte accadeva che le jam si celebravano alle quattro del mattino al termine dello spettacolo di cabaret del Tropicana. Il principale animatore era il percussionista Guillermo Barreto; avevamo accolto Roy Haynes, Kenny Drew, Sarah Vaughan, Richard Davis e molti altri musicisti di passaggio. Di fatto tutti i grandi nomi del jazz sfilarono nel Tropicana. Tutto questo si sarebbe potuto registrare ma nessuno si interessò a farlo. Così una notte Irving Price,  proprietario di un negozio di dischi in via Galiano, mi dice che il produttore Norman Granz è in città e che non crede che i musicisti cubani siano capaci di scuonare il jazz. Granz e Price mi chiesero di andare allo studio per registrare.
Era il 16 settembre del 1952, così convocai ad alcuni musicisti però io stesso arrivai in ritardo poiché per il mattino avevo in corso una registrazione per la RCA: Ero io ad accompagnare un cantante! Quando finalmente arrivai allo studio di Panart, Granz era partito per gli Stati Uniti. All'orchestra la chiamavamo The Andre's All Star con lo stesso nome del negozio di dischi di Irving Price. Avevamo deciso di suonare motivi del jazz classico come:  Desconfianza, Tabú, Duerme e Blues for André. Al termine della registrazione siccome erano disponibili alcuni minuti nella registrazione del disco, cominciai a suonare un riff a partire dal quale improvvisavamo [...]. E questo motivo lo abbiamo chiamato "Con poco coco”.

## Curiosità
A Bebo Valdés è dedicata la versione 5.0 della piattaforma software WordPress pubblicata il 6 dicembre 2018.

## Filmografia parziale
- Chico & Rita (2010)